# Biblioteka Kórnicka
Polska Akademia Nauk Biblioteka Kórnicka − jedna z najstarszych bibliotek w Polsce. 

## Historia
Jej założenie tradycyjnie datuje się na 1826, kiedy Tytus Działyński (1796–1861) odziedziczył zamek w Kórniku i zaczął w nim gromadzić swój prywatny księgozbiór. Przez kolejne lata Działyński podróżował zarówno w granicach zaborów Polski jak i za granicę, skąd przywoził cenne zbiory. Po jego śmierci gromadzenie księgozbioru kontynuował syn Tytusa Jan Kanty Działyński (1829-1880). Jego następcą i spadkobiercą został wnuk Tytusa i siostrzeniec Jana - Władysław Zamoyski (1853-1924). On w porozumieniu z matką Jadwigą Zamoyską z Działyńskich (1831-1923) oraz z młodszą siostrą Marią Zamoyską (1860-1937) zdecydował się na utworzenie Fundacji Zakłady Kórnickie, której przekazał zarząd i opiekę nad Biblioteką Kórnicką. W 1953 roku Biblioteka została włączona do Polskiej Akademii Nauk.
Zbiory Biblioteki liczą ok. 400 tysięcy woluminów, w tym 30 tysięcy starych druków i 15 tysięcy rękopisów, m.in. Adama Mickiewicza i Juliusza Słowackiego a także Napoleona Bonaparte.
Od lat Biblioteka Kórnicka udostępnia swoje zbiory w wersji cyfrowej w ramach Wielkopolskiej Biblioteki Cyfrowej. Obecnie dodatkowo w ramach rozwoju środowisk cyfrowych Biblioteka utworzyła Platformę Cyfrową Biblioteki Kórnickiej, na której użytkownicy mogą zapoznać się nie tylko ze zdigitalizowanymi zbiorami, ale mają też dostęp do współtworzonych w Bibliotece baz danych (Teki Dworzaczka, Teki Łuszczyńskiego, Baza Rot Sądowych).

## Dyrektorzy
- 1926–1928 – prof. Władysław Pociecha
- 1928–1929 – dr Józef Grycz[6]
- 1930–1952 – prof. Stanisław Bodniak[7]
- 2007–2023 – prof. Tomasz Jasiński[8]
- od 2023 – dr hab. Magdalena Biniaś-Szkopek[9]